# ナショナルスタッド

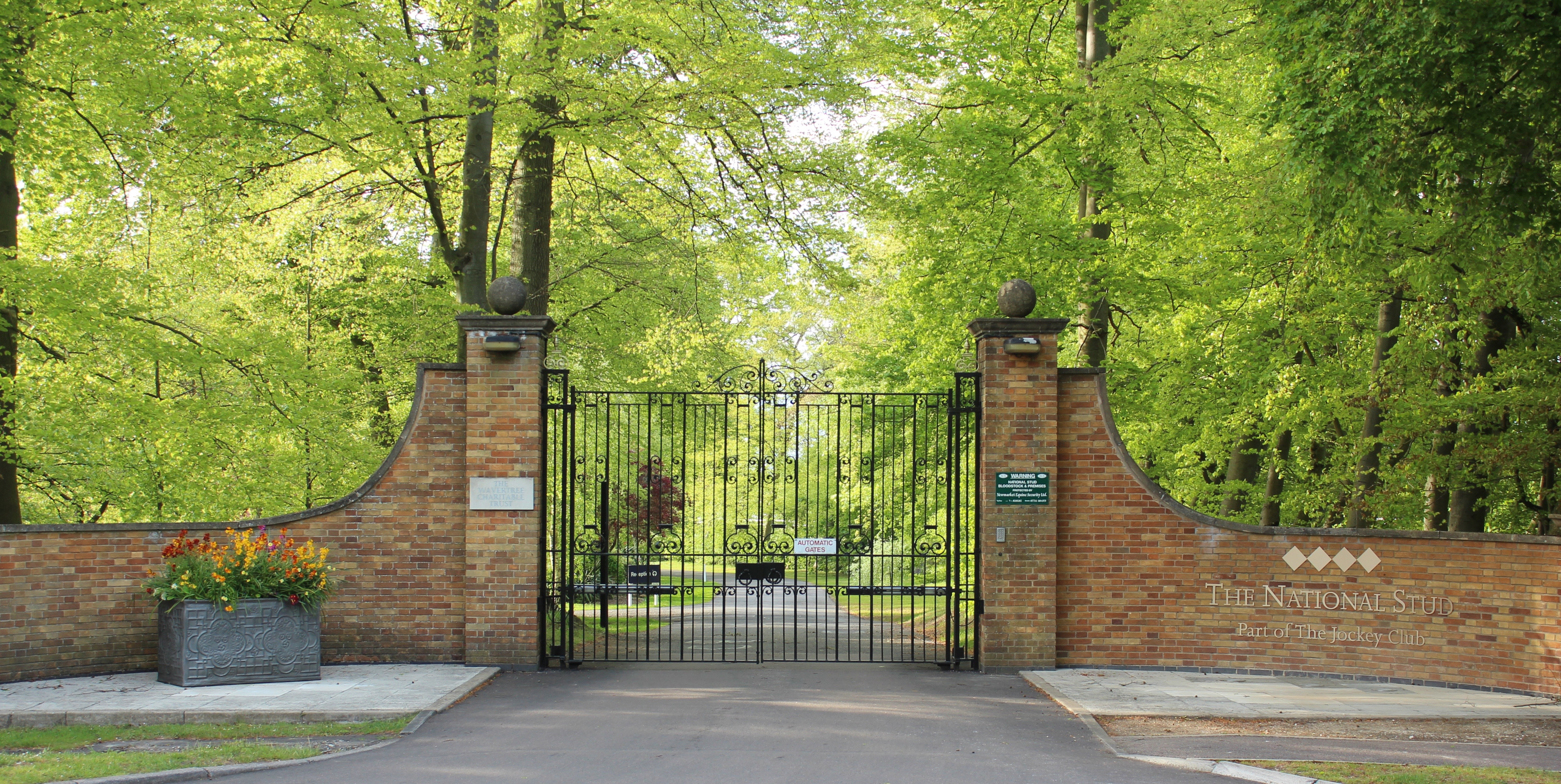

ナショナルスタッド（The National Stud）は、イギリス・サフォーク州ニューマーケット近郊にある牧場。競走馬（サラブレッド）の生産や種牡馬の繋養を行っている。

## 沿革
イギリスのナショナルスタッドは1916年、ウィリアム・ホール・ウォーカー（のちにウェーバーツリー卿） (William Walker, 1st Baron Wavertree) がアイルランドのキルデアに持っていたスタッドファーム（種馬飼育場）とサラブレッドを英国政府に寄贈したことに始まる。取り決めにより、英国政府はアイルランドにある資産に加え、イングランドにあるウォーカーのトレーニング厩舎（training stables）も取得した。
1943年、アイルランド政府はキルデアにあるナショナルスタッドの資産を接収し、アイリッシュ・ナショナルスタッド会社（Irish National Stud Company Ltd.）を設立した。ナショナルスタッドは、アイルランドにいたサラブレッドをイングランド・ドーセット州のサンドリー・スタッド（Sandley Stud）に移した。
第二次世界大戦後、ナショナルスタッドはサセックス州のウエスト・グリンステッド (West Grinstead) に新たなスタッドファームを購入して活動を活発化させた。1963年、牧場の牝馬をすべて売却し、種牡馬専門のステーションとして活動する決定が行われるとともに、従来の所有していた2つの種馬飼育場が売却され、新たにサフォーク州ニューマーケット近郊に500エーカー（2km²）の土地が取得されて施設を集中することとなった。

## 活動
ナショナルスタッドの慈善活動は、ウェーバーツリー卿ウィリアム・ウォーカーを記念したウェーバーツリー慈善基金（Wavertree Charitable Trust）として知られる。
ナショナルスタッドは最大8頭の種牡馬を収容している。また。馬の飼育者のためにさまざまなサービスを提供しいている。

## 主な生産馬・繋養馬

### 主な生産馬
- リボー

### 主な繋養馬

#### 種牡馬
- Stradivarius
- Lope Y Fernandez
- Rajasinghe
- Bradsell

#### 過去の繋養馬
- Mill Reef（死亡）
- Bollin Eric（2004年 - ）
- Phoenix Reach
- Myboycharlie
- Cockney Rebel（2008年 - ）
- Bahamian Bounty
- Blakeney（死亡）
- Roderic O'Connor
- Pastoral Pursuits（2006年 - ）
- Dick Turpin
- Gregorian
- Toronado
- Macel
- Time Test(2018年-2024年)
- Mutasaabeq

#### 過去の繁殖牝馬
- Staright Girl（2017年 - ）